# 伊藤大智郎
伊藤 大智郎（いとう だいちろう、1992年12月29日 - ）は、岐阜県多治見市出身の元プロ野球選手（投手）。右投右打。プロでは育成選手であった。

## 経歴

### プロ入り前
5歳から野球を始める。中学時代は守山クラブに所属し、当時から投手を務めた。尾関学園高等学校（現在の誉高等学校）入学後、サイドスローに転向。徐々に頭角を現し、3年時の春に県大会ベスト4となり注目を集めた。夏には、プロのスカウトも視察に訪れたが、本調子ではなく4失点で初戦敗退。在学中には春夏ともに、阪神甲子園球場での全国大会出場はなかった。
2010年のNPBドラフト会議で、福岡ソフトバンクホークスから育成3巡目で指名。育成選手として入団した。背番号は127。

### プロ入り後
2011年から3年間は支配下登録選手への移行や一軍公式戦への出場は無く、育成選手として3年間在籍したことから、育成選手に関するNPBの規約に沿って、2013年10月31日にNPBから自由契約選手として公示。11月13日に育成選手として再契約した。
2014年には、ウエスタン・リーグ公式戦14試合に登板。救援投手として14回1/3を投げ、1勝0敗、防御率4.40を記録した。三軍戦では26試合に登板。32回1/3、1勝1敗4セーブ、防御率1.67という成績を残した。シーズン終了後には、前述した規約に沿った自由契約選手公示（10月30日）を経て、11月27日に再び育成選手契約を結んだ。 
2015年には、育成選手としての在籍5年目ながら、オープン戦期間中に初めて一軍へ帯同。3月12日の対読売ジャイアンツ戦（福岡ヤフオク!ドーム）では、8回表に一軍戦初登板を果たすと、左打者3人を相手に1イニングを三者凡退に抑えた。ウエスタン・リーグ公式戦では、救援投手として14試合に登板すると、14回1/3を投げて0勝2敗、防御率6.28を記録。三軍戦には33試合の登板で、43回を投げて、0勝2敗6セーブ、防御率1.67という成績を残した。しかし、支配下登録選手への移行や一軍公式戦でのデビューには至らず、10月31日には前述の規約に沿ってNPBから自由契約選手として公示。11月13日に育成選手契約を結んだ。
2016年には、ウエスタン・リーグ公式戦8試合、三軍戦36試合に登板。三軍戦では45回1/3を投げたものの、4勝4敗5セーブ、防御率3.38という成績でシーズンを終えた。シーズン終了後には、前述した規約による自由契約選手公示（10月31日）を経て、12月2日に育成選手契約を締結した。
2017年1月の自主トレーニングでは、同年7月までに支配下選手登録へ至らなければ現役を引退することを示唆した。レギュラーシーズン開幕直後の4月6日に、右肘内側側副靱帯再建術(トミー・ジョン手術)を受け、復帰まで1年を要することが見込まれたため、シーズン中は右肘のリハビリに専念していたが、10月28日に球団から戦力外通告を受け、同月31日付でNPBから自由契約選手として公示。戦力外通告の時点では20メートルの距離で強い球を投げられるまで右肘が回復していたが、12球団合同トライアウトやNPB他球団の入団テストを受けられる状態ではなかったことから、現役を引退した。

### 現役引退後
ソフトバンクの球団職員として、2017年12月から球団事務所へ勤務している。当初は事業統括本部事業運営本部ファンサービス部に配属され、2019年末に営業部に異動した。営業部では九州エリアの約40社との契約を受け持っている。2022年には福岡県の食品加工会社・マルタイとの間に福岡PayPayドームのファウルポールに命名権契約を締結させた。2022年シーズンよりドームのファウルポールは「マルタイ棒ラーメンポール」という名称になっている。2023年テレビ西日本開局65周年、ホークス球団創設85周年・ドーム開業30周年のダブルアニバーサリーイヤーを記念してドラマ「1回表のウラ」のモデルとして選ばれる  。

## 選手としての特徴・人物
右のサイドスローで、小柄で細身でありながら、キレの良い球を投げ込む。その一方で、投球中に左膝が開く癖があるため、制球面に課題を残していた。2016年の秋季キャンプでは、この癖を修正するために一軍監督・工藤公康からの勧めでネットスローに取り組んだ。
プロ入り以来、支配下選手登録の経験がないまま育成選手として通算で7年間契約したが、NPBの球団と育成選手契約を結んだ選手としては、成瀬功亮と並んで歴代最長であった（成瀬はその後8年まで伸ばした）。

## 詳細情報

### 年度別投手成績
- 一軍公式戦出場なし

### 背番号
- 127 （2011年 - 2017年）